# تسه کانگ (بوتان)
تسه کانگ (به لاتین: Tse Kang) یک منطقهٔ مسکونی در بوتان (کشور) است که در Lhuntse District واقع شده‌است.